# Espenel
Espenel é uma comuna francesa na região administrativa de Auvérnia-Ródano-Alpes, no departamento de Drôme. Estende-se por uma área de 15,06 km². Em 2010 a comuna tinha 178 habitantes (densidade: 11,8 hab./km²).